# Eduardo Sebrango
Eduardo Cebranco Rodríguez, noto come Eduardo Sebrango (Sancti Spíritus, 13 aprile 1973), è un allenatore di calcio ed ex calciatore cubano, di ruolo attaccante, assistente del CF Montréal.

## Carriera
Ha iniziato la sua carriera nel Sancti Spiritu, da cui è approdato nel campionato canadese nel 1999 ai Vancouver 86ers, con cui vive una stagione con 18 gol in 27 partite.
Dopo un'esperienza ai Rochester Raging Rhinos passa agli Hershey Wildcats, dove non viene utilizzato a tempo pieno.
Nel 2002 viene ingaggiato dai Montreal Impact, dove in quattro anni colleziona 83 presenze e 36 reti, di cui 18 nella prima stagione. Nel 2002 viene eletto nel USL First Division All-Star Team. Il 18 settembre 2004 la squadra conquista il campionato battendo in finale i Seattle Sounders per 2-0.
Nel 2006 Sebrango torna a Vancouver in uno scambio alla pari con Daniel Antoniuk e la sua squadra vince subito il titolo. In semifinale realizza il gol dell'ex nel 2-0 contro i Montreal Impact, venendo espulso per eccesso di esultanza. In finale Vancouver trionfa comunque battendo Rochester per 3-0.
Si ritira al termine della stagione 2012.
Sebrango ha fatto parte della nazionale di calcio di Cuba.

### Dopo il ritiro
Il 9 gennaio 2023 viene ufficializzato il suo ritorno al CF Montréal, nel ruolo di assistente dell'allenatore Hernán Losada.

## Palmarès

### Club

#### Competizioni nazionali
- Voyageurs Cup: 4

Montréal Impact: 2002, 2003, 2004, 2005

### Individuale
- Capocannoniere del Canadian Championship: 1

2008 (2 reti)